# Acronychia trifoliolata
Acronychia trifoliolata là một loài thực vật có hoa trong họ Cửu lý hương. Loài này được Zoll. & Moritzi mô tả khoa học đầu tiên năm 1845.